# Échinococcose alvéolaire
Pour un article plus général, voir Échinococcose.
 Mise en garde médicale
L'échinococcose alvéolaire, aussi appelée hydatite alvéolaire (HAD) est une forme d'échinococcose causée par Echinococcus multilocularis, un parasite transmis par le renard,.
Cette maladie est peu répandue en France, et les plus fortes concentrations se trouvent dans les régions du Nord Est.
Bien que l'échinococcose alvéolaire soit rarement diagnostiquée chez l'homme et ne soit pas aussi répandue que l'échinococcose kystique, c'est aussi une maladie grave qui a, en l'absence de traitement, un taux de mortalité très élevé et qui pourrait devenir une maladie émergente dans de nombreux pays.

## Traitement
Si la maladie, au moment du diagnostic, n'est pas trop avancée et qu'il est possible d'intervenir chirurgicalement, le premier traitement consiste à opérer et d'enlever toute la partie du foie contenant les lésions. Un traitement consolidant antiparasitaire (Albendazole ou mébendazole) doit ensuite être pris pendant 2 ans et une guérison définitive est atteinte dans la plupart des cas.
Si la maladie est trop avancée ou qu'il n'est pas possible d'envisager une intervention chirurgicale, le traitement antiparasitaire à vie permet au minimum de stabiliser la maladie. Dans de rares cas, le traitement antiparasitaire permet d'éliminer complètement le parasite.

## Pronostic
Sans traitement le pronostic est mauvais avec un taux de mortalité très élevé. Grâce au traitement, l'espérance de vie est quasi normale.